# Sem Censura
Sem Censura é um programa de entrevistas brasileiro exibido pela TV Brasil desde 1º de julho de 1985.
Foi idealizado pelo jornalista Fernando Barbosa Lima em um período em que o país, após duas décadas de ditadura militar, iniciava sua abertura política.
Atualmente é apresentado pela atriz e apresentadora Cissa Guimarães, com direção geral de Bruno Barros. 

## Histórico
O programa teve sua estreia na antiga TV Educativa do Rio de Janeiro, que mais tarde seria denominada TVE Brasil, em 1º de julho de 1985. Era exibido das 13 às 15 horas, de segunda a sexta-feira. Idealizado pelo então presidente da emissora, Fernando Barbosa Lima, o Sem Censura destacou-se como uma das primeiras atrações a promover debates políticos na televisão brasileira, após mais de duas décadas de regime militar. Inicialmente conduzido pela jornalista Tetê Muniz.
Em 2007, a TVE Brasil fundiu-se com a TV Nacional de Brasília, resultando na criação da TV Brasil, na qual o programa manteve sua exibição. Em 30 de janeiro de 2019, o governo Bolsonaro optou por retirar o Sem Censura do ar. A sociedade, a mídia especializada e as redes sociais exerceram considerável pressão para o retorno do programa, o que resultou em sua permanência. Em 18 de fevereiro, a direção da EBC voltou atrás na decisão e optou por mantê-lo na grade de programação. Em 10 de abril de 2019, o programa recebeu um novo cenário e retornou à programação ao vivo, sendo apresentado por Vera Barroso e Bruno Barros.
Outras personalidades que ocuparam a bancada incluem Gilse Campos, Lúcia Leme, Cláudia Cruz, Elizabeth Camarão, Márcia Peltier e Liliana Rodrigues. Leda Nagle foi a apresentadora que permaneceu por mais tempo, totalizando 20 anos, entre 1996 e 2016.
Em 2020, Vera Barroso e Bruno Barros foram permanentemente retirados do programa pela nova administração designada pelo governo Bolsonaro. Além da saída dos apresentadores, a diretora Emília Ferraz, os produtores e os roteiristas também foram afastados e transferidos para o programa Agro Nacional, do mesmo canal, resultando no encerramento da produção no Rio de Janeiro.
Sob a direção de Alan Rapp, o Sem Censura passou por uma transformação completa, mais voltado ao jornalismo político. A transmissão mudou para Brasília e São Paulo, ocorrendo nas noites de segunda-feira, com a jornalista Marina Machado como âncora.
Em 26 de fevereiro de 2024, o programa estreia uma nova fase, marcada pela nova administração nomeada pelo governo Lula. Agora comandado pela atriz Cissa Guimarães, o programa volta ao seu formato original e ao período vespertino, e a ser produzido no Rio de Janeiro.

## Formato
O programa, em seus primeiros dias, chegava a ter uma duração de 4 horas. Atualmente, tem duas horas de duração e é transmitido ao vivo pela TV Brasil na TV Aberta e no YouTube. A partir da fase noturna entre 2021 e 2023, o programa passou a interagir com o público por meio das redes sociais e chegou a ter um bloco extra de 10 minutos, exclusivamente exibido no Facebook após o término da transmissão na TV.
Durante o programa, os convidados debatem uma variedade de assuntos cotidianos e eventos no Brasil e no mundo. Inicialmente, as discussões abordavam temas de interesse do estado do Rio de Janeiro, mas com a chegada da jornalista Leda Nagle, em 1996, passou a discutir tópicos de relevância nacional e a receber convidados de destaque.
O Sem Censura foi um dos primeiros programas da televisão brasileira a dar espaço para a interação com os telespectadores, que, inicialmente, podiam telefonar e enviar fax. Atualmente, a interação ocorre por meio de mensagens enviadas pela internet.

## Apresentadores

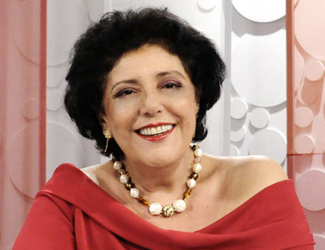
A jornalista Leda Nagle apresentou o programa entre 1996 e 2016, sendo a apresentadora a permanecer mais tempo a frente do programa

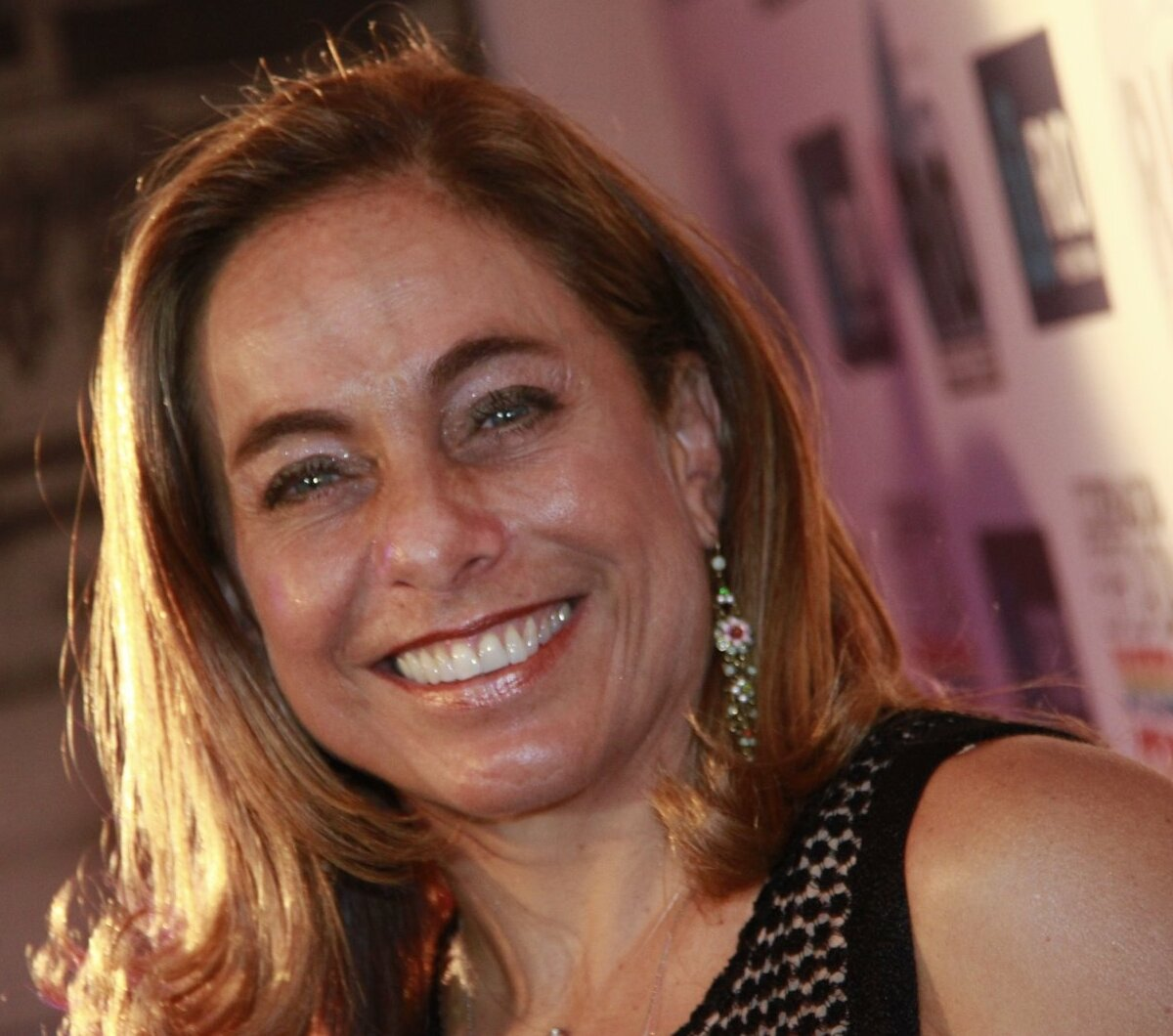
A atriz Cissa Guimarães apresenta o programa desde 2024.

O programa é apresentado pela atriz e apresentadora Cissa Guimarães desde 2024. Outros apresentadores que passaram pela atração foram:
- Tetê Muniz (1985)
- Gilse Campos (1985)
- Lúcia Leme (1986–96)
- Cláudia Cruz (1986–89)
- Elizabeth Camarão (1991)
- Márcia Peltier (1991–93)
- Liliana Rodrigues (1991–96)
- Leda Nagle (1996–2016)
- Vera Barroso (2017–20)[7]
- Bruno Barros (2017–20)[8]
- Marina Machado (2020–23)
- Cissa Guimarães (2024–presente)

| Fase | Fase              | Exibição original       | Exibição original |
| Fase | Fase              | Estreia                 | Final             |
| ---- | ----------------- | ----------------------- | ----------------- |
|      | Tetê Muniz        | 1 de julho de 1985      | 1985              |
|      | Gilse Campos      | 1985                    | 1986              |
|      | Lúcia Leme        | 1986                    | 1996              |
|      | Márcia Peltier    | 1991                    | 1993              |
|      | Liliana Rodrigues | 1993                    | 1994              |
|      | Leda Nagle        | 1996                    | 2016              |
|      | Vera Barroso      | 2017                    | 2020              |
|      | Bruno Barros      | 2017                    | 2020              |
|      | Marina Machado    | 2020                    | 2023              |
|      | Cissa Guimarães   | 17 de fevereiro de 2024 | Em exibição       |

## Repercussão

### Audiência
Desde a estreia da nova temporada, em 26 de fevereiro de 2024, o Sem Censura tem concedido à TV pública uma boa média no Ibope.  No dia 18 de setembro de 2024, o programa teve um recorde histórico marcando sua melhor audiência da década, com média de 0,91 ponto no Rio e pico de 1,12.
Em várias edições do programa, a TV Brasil tem ocupado quarta posição no ranking, na frente da Band e da Rede TV.

### Redes Sociais
O Sem Censura se transformou num fenômeno digital. Os cortes do programa nas redes sociais frequentemente atingem milhões de visualizações.
Em 2024, as redes da TV Brasil alcançaram a liderança no Top 5 de engajamento entre as instituições federais, impulsionadas pelo impacto do Sem Censura. A combinação de conteúdo relevante, entrevistas descontraídas e abordagem moderna consolidou o programa como um dos grandes cases de sucesso da comunicação pública.

### Prêmios e indicações
| Ano  | Prêmio                                | Categoria                                       | Nomeação        | Resultado | Ref. |
| ---- | ------------------------------------- | ----------------------------------------------- | --------------- | --------- | ---- |
| 2024 | Prêmio APCA                           | Melhor programa                                 | Sem Censura     | Venceu    |      |
| 2024 | Prêmio Melhores do Ano Na Telinha UOL | Melhor Programa de Entrevistas                  | Sem Censura     | Venceu    |      |
| 2024 | Prêmio F5                             | Melhor comandante de programa de entretenimento | Cissa Guimarães | Indicado  |      |
| 2024 | Prêmio Arcanjo                        | Streaming TV                                    | Sem Censura     | Indicado  |      |
| 2024 | Prêmio Área VIP Melhores da Mídia     | Melhor Programa de Entrevistas/Talk Show        | Sem Censura     | Indicado  |      |